# Rudolf González
Rudolf Karl González Vass (Santo Domingo, República Dominicana, 2 de julio de 1998) es un futbolista germano-dominicano. Juega de extremo y su equipo actual es el Bonner S. C. de la Regionalliga West de Alemania. Es internacional absoluto con la selección de la República Dominicana desde 2019.

## Selección nacional
Nació en Alemania, su padre es dominicano y su madre germana. Fue internacional en categorías inferiores con la selección de Alemania.
El 15 de febrero de 2019 debutó con la selección de República Dominicana en la victoria por 1-0 sobre Guadalupe en un encuentro amistoso. En su segundo encuentro, el 12 de octubre de 2019, anotó un gol en la victoria por 3-0 a Santa Lucía.

## Estadísticas
Actualizado al último partido disputado el 29 de febrero de 2020.
| F. C. St. Pauli II · Alemania              | 4.ª           | 2016-17       | 1  | 0 | — | — | — | — | 1  | 0 |
| F. C. St. Pauli II · Alemania              | 4.ª           | 2017-18       | 10 | 1 | — | — | — | — | 10 | 1 |
| F. C. St. Pauli II · Alemania              | Total club    | Total club    | 11 | 1 | 0 | 0 | 0 | 0 | 11 | 1 |
| TuS Coblenza · Alemania                    | 5.ª           | 2018-19       | 28 | 1 | — | — | — | — | 28 | 1 |
| TuS Coblenza · Alemania                    | Total club    | Total club    | 28 | 1 | 0 | 0 | 0 | 0 | 28 | 1 |
| US Mondorf Luxemburgo                      | 1.ª           | 2019-20       | 8  | 0 | 1 | 0 | — | — | 9  | 0 |
| US Mondorf Luxemburgo                      | Total club    | Total club    | 8  | 0 | 1 | 0 | 0 | 0 | 9  | 0 |
| Total carrera                              | Total carrera | Total carrera | 47 | 2 | 1 | 0 | 0 | 0 | 48 | 2 |
| (1) Incluye datos de la Copa de Luxemburgo |               |               |    |   |   |   |   |   |    |   |